# Ryang Myong-il
Ryang Myong-il ((량명일?, 梁明日?); 31 luglio 1987) è un calciatore nordcoreano, difensore del Wolmido.